# Nasser Al-Wahishi
Nasser Al-Wahishi (en arabe : ناصر عبد الكريم الوحيشي ), né le 1er octobre 1976 au Yémen et mort le 9 juin 2015 dans l'Hadramaout, est un djihadiste yéménite, chef d'Al-Qaïda dans la péninsule Arabique.

## Biographie
Al-Wahishi grandit dans les montagnes de la province d'Abyane, sur la côte sud du Yémen, où il termine ses études en 1998. Il part ensuite pour l'Afghanistan, où il s'entraîne dans le camp Al-Farouk et y rencontre Oussama ben Laden.
Devenu son secrétaire,, il est arrêté en 2001 par les autorités iraniennes, puis extradé dans son pays d'origine, où il est détenu sans procès. Il devient le leader de la branche yéménite d'Al-Qaïda en 2002, après la mort d'Abu Ali al-Harithi. En février 2006, il s'évade de la prison de haute sécurité dans laquelle il est détenu, en compagnie de 22 autres prisonniers.
En janvier 2009, les branches yéménite et saoudienne fusionnent pour former Al-Qaïda dans la péninsule Arabique (AQPA) et il en devient le chef. En 2013, le chef d'Al-Qaïda Ayman al-Zaouahiri en fait son adjoint. En octobre 2014, le gouvernement des États-Unis offre une récompense de 10 millions de dollars pour sa capture.

### Mort
La mort d'Al-Wahishi est annoncée par AQPA le 16 juin 2015, mais la date et le lieu du décès ne sont pas précisément établis. L'événement aurait pu avoir lieu le mardi 9 juin 2015 ou le vendredi 12 juin à Al Mukalla, à la suite d'un bombardement ou d'une explosion. L'implication des États-Unis dans la mort du chef d'AQPA n'est pas formellement établie.